# Salvatorkirche (Weißbach)

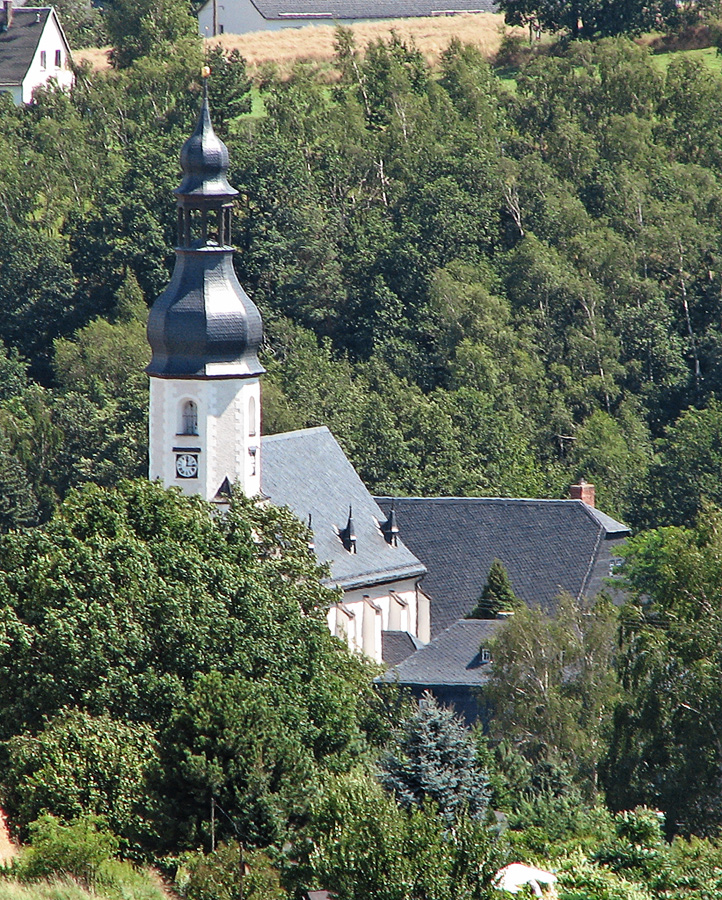
Salvatorkirche (Weißbach)

Die evangelische Salvatorkirche ist eine spätgotische Kirche im Ortsteil Weißbach der Gemeinde Langenweißbach im Landkreis Zwickau in Sachsen. Sie gehört zur Salvatorkirchgemeinde Langenweißbach im Kirchenbezirk Marienberg der Evangelisch-Lutherischen Landeskirche Sachsens und ist besonders durch den wertvollen spätgotischen Altar bekannt.

## Geschichte und Architektur

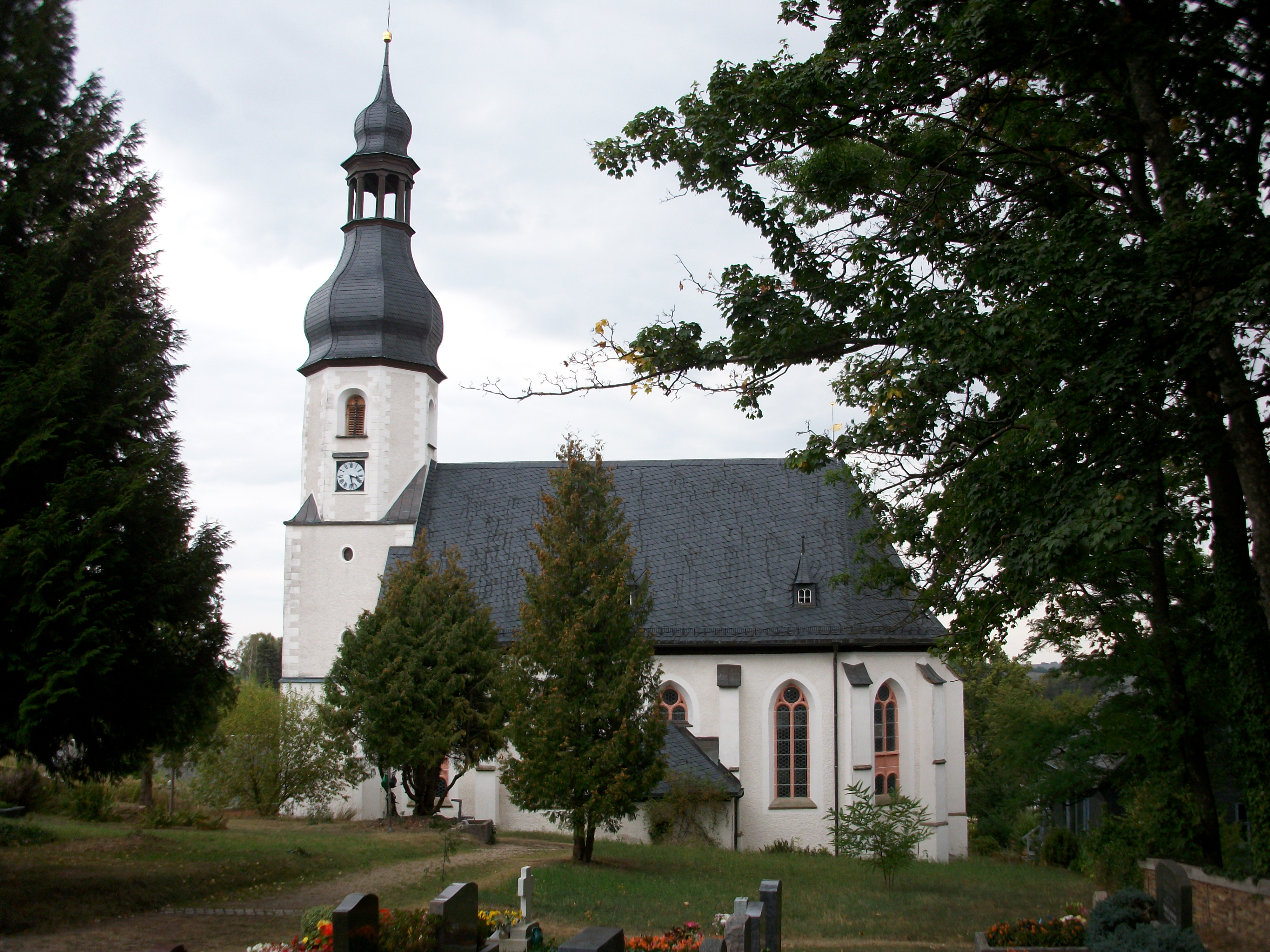
Salvatorkirche Weißbach

Die Salvatorkirche Weißbach ist eine stattliche spätgotische Saalkirche, die in den Jahren 1515/16 erbaut wurde. Nach einem Umbau in den Jahren 1692–94 erfolgte 1895 eine Restaurierung durch Oskar Mothes. In den Jahren 1992/93 wurde eine Restaurierung des Äußeren mit Unterstützung der Deutschen Stiftung Denkmalschutz vorgenommen, wobei vor allem Sandsteinarbeiten an den Fenstern und Türgewänden, die Anfertigung von Bleiglasfenstern und Dachdeckerarbeiten am Kirchenschiff und am Eingang durchgeführt wurden.
Die Kirche ist ein verputztes Bauwerk mit dreiseitig geschlossenem Chor, Strebepfeilern und Maßwerkfenstern. Ein Westturm über quadratischem Grundriss mit einem oktogonalen Glockengeschoss mit barocker Schweifhaube und Laterne akzentuiert das Äußere. An der Nordseite des Turms ist eine spätgotische Pforte angeordnet.
Das Innere des Saals ist durch eine bemalte Felderdecke mit Szenen des Alten und Neuen Testaments von 1747 abgeschlossen. An der West- und Nordseite sind zweigeschossige Emporen eingebaut, deren Brüstungsfelder 1753 mit Szenen aus dem Leben Christi bemalt wurden.

## Ausstattung
Hauptstück der Ausstattung ist ein prächtiger, großer Schnitzaltar von Peter Breuer, den er 1518–20 als ein Hauptwerk seiner Spätzeit schuf. In der Predella ist die Heilige Sippe dargestellt, im Schrein Christus Triumphator und die heiligen Ägidius und Quirinus, in den Flügeln Petrus und Laurentius sowie Sebastian und Thomas. In der Wandlung sind gemalte Darstellungen von Wolfgang, Johannes dem Täufer, Hieronymus und Christophorus zu finden. Im Gesprenge ist eine Mondsichelmadonna mit Barbara und Katharina angeordnet. Eine Restaurierung der ursprünglichen Fassung des Altars bis 2016 wurde durch die Deutsche Stiftung Denkmalschutz gefördert.
Die Sandsteintaufe mit Maßwerk ist um 1500 entstanden und zeigt einen barocken Deckel mit Christus und den Kindlein. Ähnliche Taufen sind in verschiedenen Kirchen des Zwickauer Landkreises erhalten.
Die künstlerisch bedeutende Sandsteinkanzel aus dem Jahr 1693 wird getragen von Petrus und zeigt in den Blendbögen Reliefs mit Christus und den Evangelisten. Der hölzerne Schalldeckel ist mit einem Engel ausgestattet. Daneben ist ein großes hölzernes Kruzifix aus dem Jahr 1695 angebracht.
An den Emporenpfeilern sind zwei ungefasste Schnitzfiguren zu sehen, ein heiliger Bischof und vermutlich der heilige Georg aus der Zeit um 1500.  Eine Sakramentsnische in der Sakristei stammt vermutlich aus der Zeit um 1515. Beachtenswert sind weiter die lebensgroßen, zusammengesetzten Holzschnitte von Luther und Melanchthon vom Anfang 16. Jahrhundert.
Die Orgel ist ein Werk der Firma Eule Orgelbau Bautzen aus dem Jahr 1876.

## Geläut
Das Geläut besteht aus drei Eisenhartgussglocken, der Glockenstuhl aus einer Stahlkonstruktion.
Geläut
| Nr. | Gussdatum | Gießer                         | Durchmesser | Masse   | Schlagton |
| --- | --------- | ------------------------------ | ----------- | ------- | --------- |
| 1   | 1920      | Glockengießerei Ulrich & Weule | 1335 mm     | 1130 kg | g′        |
| 2   | 1921      | Glockengießerei Ulrich & Weule | 1027 mm     | 478 kg  | h′        |
| 3   | 1920      | Glockengießerei Ulrich & Weule | 912 mm      | 320 kg  | d′        |